# Pselnophorus baoulei
Pselnophorus baoulei is een vlinder uit de familie vedermotten (Pterophoridae). De wetenschappelijke naam van deze soort is voor het eerst geldig gepubliceerd in 2006 door Bigot & Boireau.
De soort komt voor in tropisch Afrika.